# Liste der Ehrenbürger von Görlitz
Die Stadt Görlitz hat folgenden Personen das Ehrenbürgerrecht verliehen.
Außerdem war 1933 Adolf Hitler zum Ehrenbürger ernannt worden. Diese Ehrung wurde 1990 wieder aberkannt.
Hinweis: Die Liste ist möglicherweise nicht vollständig. Die Auflistung erfolgt chronologisch nach Datum der Zuerkennung.

## Die Ehrenbürger der Stadt Görlitz
1. Friedrich Georg Henning von Oertzen
Landrat
Verleihung 1849
Verliehen für seine Verdienste um die Gemeinde.
2. Rösler
Oberlehrer
Verleihung 1855
Verliehen für seine Verdienste um das Schulwesen.
3. König
Kreisgerichtsdirektor
Verleihung 1857
Verliehen für seine langjährige Wirksamkeit.
4. Guisehardt
Steuerrat
Verleihung 1857
Verliehen für seine Verdienste um die Gemeinde.

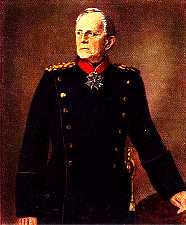
Graf von Moltke
5. Graf Helmuth von Moltke (* 26. Oktober 1800 in Parchim; † 24. April 1891 in Berlin)
Chef des Generalstabes der preußischen Armee
Verleihung 1871
Verliehen anlässlich der Siege u. a. im Deutsch-Französischen Krieg 1870–1871.
6. Otto von Bismarck (* 1. April 1815 in Schönhausen; † 30. Juli 1898 in Friedrichsruh)
Reichskanzler
Verleihung 1871
Verliehen anlässlich der Gründung des Deutschen Reichs.
7. Eduard Bethe
Justizrat, Bankdirektor und Landessyndikus
Verleihung 1901
8. Otto Müller (* 3. Juni 1829 in Chemnitz; † 26. April 1908 in Görlitz)
Geheimer Kommerzienrat
Verleihung 1905
Stiftete die Stadtbibliothek und die Oberlausitzer Gedenkhalle.
9. Bolko Graf von Hochberg (* 23. Januar 1843 auf Schloss Fürstenstein; † 1. Dezember 1926 in Bad Salzbrunn)
Diplomat, Intendant und Komponist
Verleihung 1910
Initiierte das Schlesische Musikfest und den Bau der Stadthalle von Görlitz.
10. Otto von Below (* 18. Januar 1857 in Danzig; † 9. März 1944 ebenda)
Kommandierender General der Mittelmächte
Verleihung 1917
Kommandeur der 19er Görlitzer Courbiere. Von Below errang 1917 in der Schlacht von Karfreit einen entscheidenden Sieg über die Italiener.
11. Georg Snay
Oberbürgermeister von Görlitz
Verleihung 1927
 
  - Adolf Hitler (* 20. April 1889 in Braunau am Inn; † 30. April 1945 in Berlin)

„Führer“ und Reichskanzler
Verleihung 1933; aberkannt 1990
Adolf Hitler wurde als Anführer der nationalsozialistischen Bewegung gefeiert, die sich das Ziel gesetzt hatte, Deutschland auf Kosten anderer Staaten zur dominierenden Macht in Europa zu machen. Die Nationalsozialisten ermordeten auf Grundlage ihrer rassischen Ideologie im Holocaust mindestens 6 Millionen Menschen. Durch den durch Hitler ausgelösten Zweiten Weltkrieg starben weiterhin über 50 Millionen Menschen.
12. Paul von Hindenburg (* 2. Oktober 1847 in Posen; † 2. August 1934 auf Gut Neudeck)
Generalfeldmarschall der deutschen Armee, Reichspräsident
Verleihung 1933
Verliehen anlässlich der Ernennung Hitlers zum Reichskanzler. Paul von Hindenburg galt als legendärer Militär, der bereits seit den 1860ern Offizier war. Im Ersten Weltkrieg wurde er als „Held von Tannenberg“ gefeiert, der die Besetzung Ostpreußens durch russische Truppen verhinderte. In seiner Zeit als Reichspräsident verkörperte er besonders die konservativen Kräfte im Land. Durch die Ernennung Hitlers zum Reichskanzler trug er – allerdings unwissentlich – zum Untergang der Weimarer Republik bei.
13. Richard Jecht
Ratsarchivar
Verleihung 1933
Richard Jecht galt in der ersten Hälfte des 20. Jahrhunderts als bedeutendster Geschichtsschreiber der Oberlausitz. Sein Buch Die Topographie der Stadt Görlitz gilt noch heute als unersetzlich.
14. Dorothea Wüsten
Kunstkeramikerin
Verleihung 1971
Zweite Frau des Widerstandskämpfers Johannes Wüsten.
15. Hans Nathan (* in Görlitz)
Jurist
Verleihung 1971
Hans Nathan war 1952 bis 1966 Dekan der Juristischen Fakultät der Humboldt-Universität zu Berlin.
16. Kurt Prenzel
Oberbürgermeister von Görlitz
Verleihung 1971
Kurt Prenzel war 1946 bis 1950 Oberbürgermeister. Anschließend arbeitete er bis 1965 im Außenministerium der DDR.
17. Richard Rösner
Stadtverordneter und Widerstandskämpfer
Verleihung 1971
Richard Rösner saß als KPD-Mitglied im Stadtrat, als die Nationalsozialisten an die Macht kamen. Anschließend war er aktiver Widerstandskämpfer gegen das Regime der NSDAP.
18. Lisbeth Rösner
Widerstandskämpferin
Verleihung 1971
Lisbeth Rösner war als Mitglied der Gruppe Horstmann und mit Johannes Wüsten gegen die Nationalsozialisten aktiv.
19. Wilhelm Senftleben (* 23. Januar 1905 in Görlitz; † 11. Mai 1992 in Großenhain)
Bürgermeister von Görlitz und Widerstandskämpfer
Verleihung am 6. September 1973
Verliehen anlässlich des Tages der Opfer des Faschismus. Senftleben war in der Widerstandsgruppe um Johannes Wüsten tätig und verbrachte mehrere Jahre in Konzentrationslagern.
20. Karl Würzburg
2. Kreissekretär der SED in Görlitz
Verleihung 1973
Würzburg war Mitbegründer von Rot-Sport.
21. Max Reetz
Chef der Volkspolizei Görlitz
Verleihung 1974
Max Reetz baute in den Jahren 1945 bis 1951 die Deutsche Volkspolizei in Görlitz auf.
22. Elsa Puschmann
Stadtverordnete
Verleihung 1974
Elsa Puschmann war 1919 bis 1933 und 1945 bis 1950 Stadtverordnete in Görlitz. Anschließend leitete sie bis 1961 die Volkssolidarität.
23. Hans Böttger
Mitglied der SED-Kreisleitung und Widerstandskämpfer
Verleihung 1974
Hans Böttger war in der Weimarer Republik Mitglied des Roten Frontkämpferbundes. In der Zeit des Nationalsozialismus war er im Widerstand aktiv. 1946 bis 1947 war er in der sächsischen SED-Landesleitung tätig.
24. Günter Hain (1916–1997)
Zeichner und Karikaturist
Verleihung 1987
25. Heinz Funke
Mediziner
Verleihung 1987
Heinz Funke war von 1955 bis 1980 ärztlicher Direktor des Bezirkskrankenhauses in Görlitz.
26. Georg Klammt
Zahnarzt
Verleihung 1989
Verliehen für seine Verdienste auf dem Gebiet der Kieferorthopädie
27. Elisabeth Neu
Werkleiterin des Textilkombinats Zittau, Betriebsteil Görlitz
Verleihung 1989
Elisabeth Neu leitete das Werk 31 Jahre lang. Unter ihrer Leitung wurde 1970 die klassische Webtechnik durch Düsentechnik abgelöst.
28. Martha Jakob
Direktorin des VEB Nordstern
Verleihung 1989
Martha Jakob arbeitete unter anderem im Erzeugnisrat der DDR-Weinindustrie und der Kammer der Technik.
29. Ernst-Heinz Lemper
Kunsthistoriker
Verleihung 1989
Lemper war langjähriger Direktor der Städtischen Kunstsammlungen in Görlitz.
30. Felix Wuttke
Ingenieur
Verleihung 1989
Felix Wuttke entwickelte die Schweißtechnik fort. Von ihm geschriebene Beiträge zu seinem Fachgebiet wurden mehrfach publiziert.
31. Franz Scholz (* 10. Dezember 1909 in Breslau; † 1. September 1998 in Groß-Umstadt)
Priester und Theologe
Verleihung 1991
Franz Scholz war Pfarrer an der östlich der Neiße gelegenen Görlitzer Bonifatiuskirche (heute in Zgorzelec). Als Theologe wurde ihm unter anderem der päpstliche Ehrentitel verliehen.
32. Else Levi-Mühsam (* 8. Mai 1910 in Görlitz; † 3. Juni 2004 in Jerusalem)
Bibliothekarin
Verleihung 1992
Else Levi-Mühsam lebte ab 1934 dreißig Jahre lang in Israel. Nach ihrer Rückkehr nach Deutschland bemühte sie sich darum, das Werk ihres Vaters, des Schriftstellers Paul Mühsam, hier wieder bekannt zu machen.
33. Hans-Joachim Fränkel (* 31. August 1909 in Liegnitz; † 21. Dezember 1996 in Marburg)
Bischof und Menschenrechtler
Verleihung 1993
Fränkel war Mitglied der Bekennenden Kirche. 1964 bis 1979 war er Bischof der Evangelischen Kirche von Schlesien (ab 1968 Ev. Kirche des Görlitzer Kirchengebietes genannt). Nach der Schlussakte von Helsinki vertrat er offen die Meinung, es sei Aufgabe der Kirche, die Menschenrechte – auch gegen das SED-Regime – zu verteidigen.

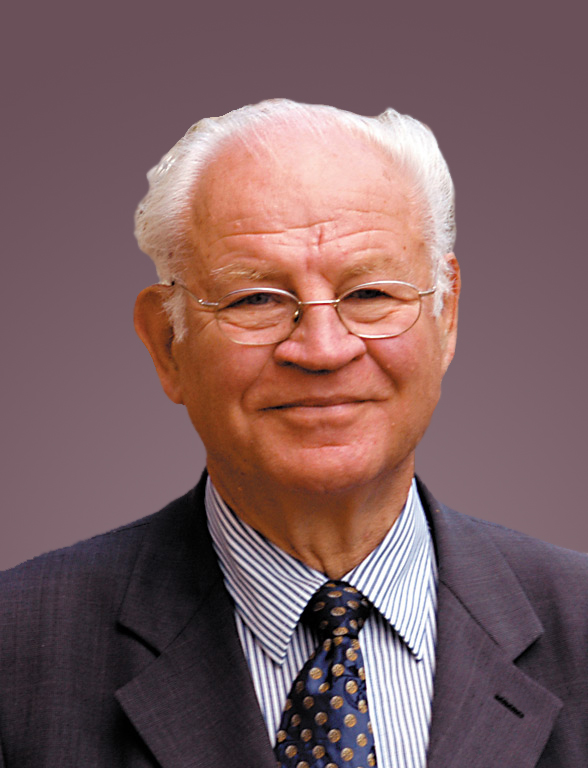
Gottfried Kiesow
34. Gottfried Kiesow (* 7. August 1931 in Alt Gennin; † 7. November 2011 in Wiesbaden)
Denkmalpfleger
Verleihung 1995
Kiesow war Vorsitzender der Deutschen Stiftung Denkmalschutz. Er initiierte das Görlitzer Fortbildungszentrum für Handwerk und Denkmalpflege.
35. Hans Nadler (* 1. Juli 1910 in Dresden; † 8. Oktober 2005 ebenda)
Architekt und Denkmalpfleger
Verleihung 1995
In seiner langjährigen Arbeit im Institut für Denkmalpflege rettete er zahlreiche Baudenkmäler in Dresden und in Görlitz; unter ihnen die Ruine der Dresdner Frauenkirche.
36. Bernhard Huhn (* 4. August 1921 in Liegnitz; † 14. September 2007 in Görlitz)
Bischof
Verleihung 1996
Bernhard Huhn wurde 1971 Weihbischof in Görlitz. Ein Jahr später wurde er als Bischof Administrator der Apostolischen Administratur Görlitz, welche den in Deutschland verbliebenen Rest des Erzbistums Breslau umfasste und heute die Diözese Görlitz bildet. Im Jahre 1994 trat er in den Ruhestand.
37. Wolfram Dunger (* 9. Oktober 1929 in Zittau; † 24. Januar 2019)
Direktor des Naturkundemuseums
Verleihung 1999
Dunger machte das Görlitzer Naturkundemuseum zu einer international anerkannten Forschungseinrichtung. Besonders bekannt sind seine Forschungsarbeiten zu Bergbaufolgelandschaften.
38. Hildebrand Diehl (* 2. Juli 1939 in Wiesbaden)
Oberbürgermeister von Wiesbaden 1997 bis 2007
39. Achim Exner (* 1. Dezember 1944 in Breslau)
Oberbürgermeister von Wiesbaden 1985 bis 1997
Verleihung 2000
Wiesbaden ist die Partnerstadt von Görlitz. Nach der Wende organisierten Diehl und Exner eine Soforthilfe für die Stadt und machten sich weiterhin um die Städtepartnerschaft zwischen Görlitz und Wiesbaden verdient.
40. Horst Wenzel (* 16. August 1927 in Görlitz; † 28. September 2009)
Jugendbuchautor, Pädagoge, Verfasser regionaler kulturhistorischen Werke, führender Vertreter der Evangelischen Kirche
Verleihung 2008
41. Shlomo Graber (* 13. Juli 1926 in Majdan)
Kunstmaler, Überlebender des KZ Görlitz, Verfasser einer Autobiografie, klärt an Schulen über den Holocaust auf und plädiert für Versöhnung
Verleihung 2023

## Quelle
- goerlitz.de: Görlitzer Ehrenbürger